# Daniel Sili
Daniel José Sili (25 ottobre 1930 – Rio de Janeiro, 8 febbraio 2022) è stato un pallanuotista brasiliano.
È stato membro del Brasile che ha partecipato ai Giochi di Helsinki 1952, nel torneo di pallanuoto, classificandosi al nono posto.